# John's fever, ce soir on s'éclate
Pour plus de détails, voir Fiche technique et Distribution.
John's fever, ce soir on s'éclate (titre original : John Travolto... da un insolito destino) est une comédie italienne réalisée par Neri Parenti en 1979.

## Synopsis
Gianni, bien que très timide, est invité par ses amis à exploiter son extraordinaire ressemblance avec l'idole du moment John Travolta pour toucher le cœur d'Ilona (Ilona Staller), dj dans la boîte du sinistre Raoul, mais celui-ci n'est pas dupe, et voudrait se servir de cette histoire pour un coup de pub. Gianni, quant à lui, désire moins la gloire et la richesse qu'un amour sincère d'Ilona.

## Fiche technique
- Durée : 100 min[1] (ou 87 min[2] ou encore 91 min[3])
- Photographie : Alberto Spagnoli
- Montage : Mario Morra
- Musique : Paolo Vasile

## Distribution
- Giuseppe Spezia : Gianni
- Ilona Staller : Ilona
- Claudio Bigagli :
- Angelo Infanti : Raoul
- Enzo Cannavale : Caruso
- Adriana Russo : Adriana
- Gloria Piedimonte : Gloria
- Sonia Viviani : Deborah
- Massimo Giuliani :
- Massimo Vanni :

## Remarques
Une love story musicale et une parodie, après le succès à cette époque de La Fièvre du samedi soir, qui utilise l'image pas encore compromise de Cicciolina-Ilona Staller, quelques années avant sa réputation de star du porno.